# Paolo Rumiz
 (janvier 2012).
Si vous disposez d'ouvrages ou d'articles de référence ou si vous connaissez des sites web de qualité traitant du thème abordé ici, merci de compléter l'article en donnant les références utiles à sa vérifiabilité et en les liant à la section « Notes et références ».
Œuvres principales
- Aux frontières de l'Europe
- L'ombre d'Hannibal

Paolo Rumiz, né le 20 décembre 1947 à Trieste, est un journaliste et un écrivain voyageur italien.

## Biographie
D'abord envoyé spécial au journal Il Piccolo de Trieste, puis à la rédaction de La Repubblica, Paolo Rumiz suit en 1986 les événements de la zone balkanique et ceux du Danube. Pendant la dissolution de la Yougoslavie, il suit en première ligne le conflit de la Croatie, puis celui de Bosnie-Herzégovine.
En novembre 2001, il est  invité à Islamabad, puis à Kaboul, pour couvrir l'attaque des États-Unis en Afghanistan.
En tant qu'écrivain voyageur, il parcourut de nombreux pays, notamment le long des frontières de la communauté européenne.
En mai 2013, il est l'invité du festival Étonnants Voyageurs de Saint-Malo.

## Voyages
Nombre de ses reportages racontent les voyages qu'il a entrepris à travers l'Italie et l'Europe, tant pour le travail que pour le plaisir.
Durant l’été 1998, il pédale de Trieste à Vienne à vélo. L'exploit est raconté dans Où allons-nous rester ?, traduction du titre italien Dove andiamo stando?, un journal publié durant l'automne 1998.
Au printemps 1999, il explore les régions de la côte adriatique italienne en voiture, de Gorizia à Salento. Ce sera le sujet de Terminus byzantin, traduction de l'ouvrage italien Capolinea Bisanzo, publié en juin 1999.
Au cours de l'hiver 1999, il parcourt en train le trajet de Trieste-Kiev et publie L'homme devant moi est un ruthène, traduction de l'italien du récit voyage L'uomo davanti a me è un ruteno, publié la même année.
Durant le printemps 2000, il s'embarque sur le Danube à Budapest pour arriver à la frontière entre la Serbie et la Roumanie, voyage raconté dans Ljubo est un canotier, traduction du titre italien Ljubo è un battelliere (2003).
En hiver 2000, il part en train de Berlin à Istanbul et en tire Appelons l'Orient, traduction du récit italien intitulé Chiamiamolo Oriente , publié en juin 2000.
Au printemps 2000, il voyage à bicyclette au nord-est, de Trieste à Gavia pour le court récit de voyage intituléIl frico e la jota , inséré dans C'est l'Orient en 2003.
Après ces années de voyages, il effectue un immense périple chaque été en août, qu'il raconte quotidiennement dans « la Repubblica » :
En 2001, il parcourt à vélo les 2 000 km qui séparent Istanbul de Trieste, en compagnie du dessinateur Francesco Tullio Altan et d'Emilio Rigiatti.
En 2002, il fait le tour de l’Italie en train, soit environ 7 480 km, comme la Sibérie de l'Oural à Vladivostok, en compagnie du dessinateur Altan et de l'acteur et directeur Marco Paolini.
En 2003, il traverse six nations à pied en allant de Fiume (Croatie) à Liguria le long des Alpes, soit 3 000 km.
En 2004, il part sur les routes de la Serenissima en bateau à voile, de Venise à Lepante.
En 2005, accompagné de Moni Ovadia et Monika Bulaj, il part de Turin pour rejoindre le sépulcre du Christ à Jérusalem.
En 2006, à bord d'une Topolino, il emprunte les routes secondaires des Apennins allant de la Ligurie à l'extrême point de la Calabre.
En 2007, il suit les traces du leader carthaginois Annibale Barca jusqu'à l'embarquement en Calabre, terre habitée du peuple fier des Abruzzes. Durant l'automne de la même année il publie le « journal minimum » (Diario minimo).
En 2008, accompagné de Monika Bulaj, en bus, train et auto-stop, il parcourt 7 000 km, du nord au sud, le long de la frontière orientale de l'union Européenne, de l'Arctique à la Méditerranée (ce voyage sera l'objet de son livre Aux frontières de l'Europe).
En 2009, pendant un voyage effectué avec différents moyens de transports du sud vers le nord, le long des longues lignes géologiques de la péninsule, il écrit pour le journal La Repubblica un article dont le titre est L'Italia sottosopra
En 2010, toujours pour le journal La Repubblica, il traverse les endroits du Risorgimento (unification italienne) pour raconter l'épopée de Giuseppe Garibaldi.
En 2011, il voyage à travers l'Italie à la recherche de villes mortes, ainsi que d'usines et de mines abandonnées. 
En 2012 il effectue un voyage qui sera ensuite adapté en film, de la bouche du delta de Pô dans le Piémont à la mer Adriatique, puis arrive en Yougoslavie. Paolo Rumiz raconte son voyage dans le journal « La Repubblica ».

## Prix
- Prix Hemingway 1993 pour ses services rendus à la Bosnie
- Prix Max David 1994 comme meilleur envoyé italien de l'année
- Prix Capri-S. Michele 2003 pour l'Orient
- Prix San Vidal 2003
- Prix Latisana pour le Nord-Est 2003
- Prix du journalisme Marco Luchetta 2006
- Prix Stresa di Narrativa 2007
- Prix Chatwin-camminando pour le monde 2007
- Prix Nicolas-Bouvier 2015 pour Le Phare, voyage immobile[7] .

## Œuvres
- Danubio. Storie di una nuova Europa (1990)
- La linea dei mirtilli. Storie dentro la storia di un paese che non c'è più (1993)
- Vento di terra. Istria e Fiume, appunti di viaggio tra i Balcani e il Mediterraneo (1994)
- Maschere per un massacro. Quello che non abbiamo voluto sapere della guerra in Jugoslavia (1996-1999)
- La secessione leggera. Dove nasce la rabbia del profondo Nord (1997)
- Tre uomini in bicicletta (2002)
- È oriente (2003)
- Gerusalemme perduta (2005)
- La leggenda dei monti naviganti (2007) Publié en français sous le titre La Légende des montagnes qui naviguent, récit, Arthaud, 2017  (ISBN 978-2-0814-0829-6) ; réédition, Paris, Gallimard, coll. « Folio » no 6788, 2021  (ISBN 978-2-07289-255-4)
- Annibale. Un viaggio (2008) Publié en français sous le titre L'Ombre d'Hannibal[8], Paris, Hoëbeke,coll. « Étonnants voyageurs », 2012  (ISBN 978-2842304362) ; réédition, Paris, Gallimard, coll. « Folio »no 5581, 2013  (ISBN 978-2-07045-195-1)
- L'Italia in seconda classe (2009)
- La frontiera orientale dell'Europa (2009) Publié en français sous le titre Aux frontières de l'Europe[9], Paris, Hoëbeke, coll. « Étonnants voyageurs », 2011  (ISBN 978-2842304027) ; réédition, Paris, Gallimard, coll. « Folio » no 5410, 2012  (ISBN 978-2-07044-752-7)
- La cotogna di Istanbul. Ballata per tre uomini e una donna (2010)
- Il bene ostinato (2011)
- Trans Europa Express (2012)
- A piedi (2012)
- Morimondo (2013) Publié en français sous le titre Pô, le roman d’un fleuve, Paris, Hoëbeke, coll. « Étonnants voyageurs », 2014  (ISBN 9782842304942)
- Come cavalli che dormono in piedi (2014)Publié en français sous le titre Comme des chevaux qui dorment debout, récit, Arthaud, 2018  (ISBN 9782081408302)
- Il Ciclope (2015) Publié en français sous le titre Le Phare, voyage immobile, Paris, Hoëbeke,coll. « Étonnants voyageurs », 2015  (ISBN 978-2-84230-527-7) ; réédition, Paris, Gallimard, coll. « Folio », 2019  (ISBN 9782072714634)
- Appia (2016) Publié en français sous le titre Appia, Arthaud, 2019  (ISBN 9782081383852); réédition, Paris, Gallimard, coll. « Folio » no 7215, 2023  (ISBN 9782073003362)
- La Regina del Silenzio (2017)
- Il filo infinito (2019) Publié en français sous le titre Le fil sans fin, Arthaud, 2023, 288 pages  (ISBN 9782081495005)
- Il veliero sul tetto. Appunti per una clausura (2020) Publié en français sous le titre On dirait que l'aube n'arrivera jamais, Cahier de non-voyage, Arthaud, 2020, 200 pages  (ISBN 9782081519602)
- Canto per europa (2023) Publié en français sous le titre Chant pour europe, Arthaud, 2024, 352 pages  (ISBN 9782080294500)
- Una voce dal profondo (2023)